# ATP Cup
ATP Cup byl mezinárodní tenisový turnaj mužských reprezentačních týmů hraný v letech 2020 až 2022 v Austrálii jako zahájení mužské profesionální sezóny ATP Tour. Organizátory byli australský svaz Tennis Australia a Asociace tenisových profesionálů (ATP), která soutěží navázala na antukový Světový pohár družstev, probíhající mezi lety 1978–2012 v Düsseldorfu.
Turnaj byl hrán ve formátu základních skupin, z nichž týmy na předních příčkách postupovaly do vyřazovací fáze o titul. Událost začala s 24 národními výběry v Brisbane, Perthu a Sydney. Ročník 2021 byl však kvůli pandemii covidu-19 přesunut do Melbourne Parku, odložen na únor a počet týmů snížen na polovinu. V sezóně 2022 se dějištěm turnaje 16 reprezentací stal Olympijský park v Sydney.
Na podzim 2022 bylo rozhodnuto o nahrazení ryze mužského turnaje smíšeným United Cupem, organizovaným Asociací tenisových profesionálů, Ženskou tenisovou asociací a australským svazem Tennis Australia.

## Historie
V červenci 2018, půl roku od začátku revolučních změn v koncepci Davis Cupu, sdělil prezident ATP Chris Kermode, že jím vedená řídící organizace mužského tenisu plánuje novou soutěž družstev. Původně uvedený název World Team Cup (Světový pohár družstev) byl shodný s pojmenováním týmového Světového poháru, který se konal mezi roky 1978–2012 v Düsseldorfu. O čtyři měsíce později, 15. listopadu 2018, na londýnském Turnaji mistrů zveřejnili Kermode, šéf australského svazu Craig Tiley a světová jednička Novak Djoković konečný název soutěže – ATP Cup, hrané ve formátu dvaceti čtyř týmů rozdělených do šesti skupin ve třech australských městech. ATP na pořadatelství spolupracovala s australským tenisovým svazem Tennis Australia. 
Turnaj byl do programu zařazen ve formě přípravy na lednový grandslam Australian Open. Na začátku roku 2019 byly oznámeny tří místa konání: Sydney, Brisbane a Perth. Vznikla tak termínová kolize s Hopmanovým pohárem, který každoročně probíhal v perthské RAC Aréně. Organizátoři Hopman Cupu byli nuceni začít hledat nové dějiště. Vítězem úvodního ročníku desetidenního ATP Cupu 2020 se v lednu stalo Srbsko, které ve finále porazilo Španělsko 2–1 na zápasy. Ve druhé dvouhře se utkali dva nejlepší tenisté na žebříčku. Španělský první hráč světa Rafael Nadal podlehl srbské světové dvojce Novaku Djokovićovi.
Kvůli pandemii covidu-19, která vedla k přísným vládním omezením, přesunuli organizátoři druhý ročník 2021 do Melbourne Parku a snížili počet družstev na dvanáct. V témže areálu na soutěž navázal Australian Open, hraný až během února. Vítězem se stalo Rusko, které ve finále zdolalo Itálii 2–0 na zápasy. Ruští členové první světové desítky  Andrej Rubljov a Daniil Medveděv neprohráli v turnaji ani jednu dvouhru. Třetí ročník 2022 ovládla Kanada vedená Félixem Augerem-Aliassimem a Denisem Shapovalovem, kteří „zemi javorového listu“ zajistili historicky první titul z mužské či ženské týmové soutěže v této úrovni tenisu.
Pro nízkou návštěvnost zápasů bez australského výběru a organizačním problémům byl turnaj po třech ročnících zrušen. Na konci října 2022 tenisové organizace oznámily vznik turnaje národních smíšených týmů – United Cupu.

## Formát
Formát soutěže v roce 2022 sestával ze čtyř čtyřčlenných základních skupin, s 16 národními družstvy. Vítězové skupin postoupili do semifinále. Od této fáze se závěrečná dvě kola hrála vyřazovacím systémem. Tým vedený kapitánem mohl zahrnovat až pět hráčů, jimž byly za výhry přidělovány body do žebříčku ATP. U neporažených singlistů maximálně 750 bodů, u deblistů pak nejvýše 250 bodů. Každé mezistátní utkání se skládalo ze dvouher dvojek a jedniček a závěrečné čtyřhry. Všechny zápasy byly hrány na dvě vítězné sady. Deblový duel nemusel být za rozhodnutého stavu odehrán.

## Kvalifikační kritéria
Patnáct národních týmů se do ATP Cupu 2022 kvalifikovalo na základě nejvýše postaveného tenisty každého státu v singlovém žebříčku ATP při uzávěrce přihlášek. Austrálie jako hostitelská země obdržela divokou kartu.

## Přehled finále
| Místo finále | rok  | vítěz  | finalista | výsledek |
| ------------ | ---- | ------ | --------- | -------- |
| Sydney       | 2020 | Srbsko | Španělsko | 2–1      |
| Melbourne    | 2021 | Rusko  | Itálie    | 2–0      |
| Sydney       | 2022 | Kanada | Španělsko | 2–0      |

## Výsledek podle národů
| Tým                | 2020  | 2020 | 2021  | 2021 | 2022  | 2022 | Celkově | Celkově | Celkově |
| Tým                | fáze  | V–P  | fáze  | V–P  | fáze  | V–P  | ročníků | tituly  | V–P     |
| ------------------ | ----- | ---- | ----- | ---- | ----- | ---- | ------- | ------- | ------- |
| Argentina          | ČF    | 2–2  | ZS    | 1–1  | ZS    | 2–1  | 3       | 0       | 5–4     |
| Austrálie          | SF    | 4–1  | ZS    | 1–1  | ZS    | 2–1  | 3       | 0       | 7–3     |
| Belgie             | ČF    | 2–2  | –     | –    | –     | –    | 1       | 0       | 2–2     |
| Bulharsko          | ZS    | 2–1  | –     | –    | –     | –    | 1       | 0       | 2–1     |
| Francie            | ZS    | 1–2  | ZS    | 1–1  | ZS    | 0–3  | 3       | 0       | 2–6     |
| Gruzie             | ZS    | 1–2  | –     | –    | ZS    | 0–3  | 2       | 0       | 1–5     |
| Chile              | ZS    | 0–3  | –     | –    | ZS    | 2–1  | 2       | 0       | 2–4     |
| Chorvatsko         | ZS    | 2–1  | –     | –    | –     | –    | 1       | 0       | 2–1     |
| Itálie             | ZS    | 2–1  | F     | 3–1  | ZS    | 1–2  | 3       | 0       | 6–4     |
| Jižní Afrika       | ZS    | 2–1  | –     | –    | –     | –    | 1       | 0       | 2–1     |
| Japonsko           | ZS    | 2–1  | ZS    | 0–2  | –     | –    | 2       | 0       | 2–3     |
| Kanada             | ČF    | 2–2  | ZS    | 0–2  | Vítěz | 4–1  | 3       | 1       | 6–5     |
| Moldavsko          | ZS    | 0–3  | –     | –    | –     | –    | 1       | 0       | 0–3     |
| Německo            | ZS    | 1–2  | SF    | 2–1  | ZS    | 1–2  | 3       | 0       | 4–5     |
| Norsko             | ZS    | 1–2  | –     | –    | ZS    | 0–3  | 2       | 0       | 1–5     |
| Polsko             | ZS    | 1–2  | –     | –    | SF    | 3–1  | 2       | 0       | 4–3     |
| Rakousko           | ZS    | 1–2  | ZS    | 0–2  | –     | –    | 2       | 0       | 1–4     |
| Rusko              | SF    | 4–1  | Vítěz | 4–0  | SF    | 3–1  | 3       | 1       | 11–2    |
| Řecko              | ZS    | 0–3  | ZS    | 1–1  | ZS    | 1–2  | 3       | 0       | 2–6     |
| Spojené království | ČF    | 2–2  | –     | –    | ZS    | 2–1  | 2       | 0       | 4–3     |
| Srbsko             | Vítěz | 6–0  | ZS    | 1–1  | ZS    | 1–2  | 3       | 1       | 8–3     |
| Španělsko          | F     | 5–1  | SF    | 1–2  | F     | 4–1  | 3       | 0       | 10–4    |
| USA                | ZS    | 0–3  | –     | –    | ZS    | 1–2  | 2       | 0       | 1–5     |
| Uruguay            | ZS    | 0–3  | –     | –    | –     | –    | 1       | 0       | 0–3     |

| Legenda | Legenda                 | Legenda | Legenda                     |
| ------- | ----------------------- | ------- | --------------------------- |
| V–P     | mezistátní výhry-prohry | ZS      | vyřazení v základní skupině |
| ČF      | prohra ve čtvrtfinále   | SF      | prohra v semifinále         |
| F       | prohra ve finále        | Titul   | vítězství v turnaji         |

## Body do žebříčku ATP
| Soutěž                                                                                     | žebříček hráče | fáze       | Body za výhru proti soupeři dle jeho žebříčkového postavení | Body za výhru proti soupeři dle jeho žebříčkového postavení | Body za výhru proti soupeři dle jeho žebříčkového postavení | Body za výhru proti soupeři dle jeho žebříčkového postavení | Body za výhru proti soupeři dle jeho žebříčkového postavení | Body za výhru proti soupeři dle jeho žebříčkového postavení | Body za výhru proti soupeři dle jeho žebříčkového postavení |
| Soutěž                                                                                     | žebříček hráče | fáze       | 1.–10.                                                      | 11.–20.                                                     | 21.–30.                                                     | 31.–50.                                                     | 51.–100.                                                    | 101.–250.                                                   | 251.+                                                       |
| ------------------------------------------------------------------------------------------ | -------------- | ---------- | ----------------------------------------------------------- | ----------------------------------------------------------- | ----------------------------------------------------------- | ----------------------------------------------------------- | ----------------------------------------------------------- | ----------------------------------------------------------- | ----------------------------------------------------------- |
| Dvouhra                                                                                    | 1.–250.        | finále     | 280                                                         | 220                                                         | 160                                                         | 120                                                         | 90                                                          | 60                                                          | 40                                                          |
| Dvouhra                                                                                    | 1.–250.        | semifinále | 200                                                         | 160                                                         | 120                                                         | 90                                                          | 60                                                          | 40                                                          | 30                                                          |
| Dvouhra                                                                                    | 1.–250.        | skupina    | 90                                                          | 80                                                          | 60                                                          | 45                                                          | 30                                                          | 25                                                          | 20                                                          |
| Dvouhra                                                                                    | 251.+          | finále     | 85                                                          | 85                                                          | 85                                                          | 85                                                          | 85                                                          | 55                                                          | 40                                                          |
| Dvouhra                                                                                    | 251.+          | semifinále | 55                                                          | 55                                                          | 55                                                          | 55                                                          | 55                                                          | 40                                                          | 30                                                          |
| Dvouhra                                                                                    | 251.+          | skupina    | 30                                                          | 30                                                          | 30                                                          | 30                                                          | 30                                                          | 20                                                          | 15                                                          |
| Čtyřhra                                                                                    | nerozhoduje    | finále     | 90                                                          | 90                                                          | 90                                                          | 90                                                          | 90                                                          | 90                                                          | 90                                                          |
| Čtyřhra                                                                                    | nerozhoduje    | semifinále | 75                                                          | 75                                                          | 75                                                          | 75                                                          | 75                                                          | 75                                                          | 75                                                          |
| Čtyřhra                                                                                    | nerozhoduje    | skupina    | 45                                                          | 45                                                          | 45                                                          | 45                                                          | 45                                                          | 45                                                          | 45                                                          |
| Neporažený singlista mohl v roce 2022 získat až 750 bodů, neporažení deblisté až 250 bodů. |                |            |                                                             |                                                             |                                                             |                                                             |                                                             |                                                             |                                                             |